# Beaverdale-Lloydell
Beaverdale-Lloydell es un lugar designado por el censo ubicado en el condado de Cambria en el estado estadounidense de Pensilvania. En el año 2000 tenía una población de 1,230 habitantes y una densidad poblacional de 339 personas por km².

## Geografía
Beaverdale-Lloydell se encuentra ubicado en las coordenadas 40°19′20″N 78°41′51″O / 40.32222, -78.69750.

## Demografía
Según la Oficina del Censo en 2000 los ingresos medios por hogar en la localidad eran de $25,375 y los ingresos medios por familia eran $28,711. Los hombres tenían unos ingresos medios de $24,917 frente a los $21,750 para las mujeres. La renta per cápita para la localidad era de $13,447. Alrededor del 17.5% de la población estaba por debajo del umbral de pobreza.